# Tritón X-100

Estructura del Triton X-100

El tensoactivo no iónico Tritón-X 100 es un compuesto químico que tiene muchas aplicaciones en diversas disciplinas. Como agente humectante en los laboratorios de histología y microscopía se emplea en disolución diluida para humectar durante algunos protocolos de tinción y también se emplea durante la limpieza de cuchillas de diamante.
En la industria electrónica se emplea como agente humectante de las tablillas para mejorar y acelerar algunos procedimientos y operaciones. El Tritón X-100 deja una fina capa en la superficie de la tablilla que puede ser eliminada empleando técnicas de retirada de recubrimientos o bien utilizando el grabador por plasma SPI Plasma Prep II empleando oxígeno durante la operación.
En el campo de la biología molecular, se usa frecuentemente como un auxiliar de disolución para proteínas integrales en medios acuosos; no obstante debe usarse a la concentración mínima posible con el objeto de no contaminar la muestra, lo que alteraría la determinación de trazas en espectroscopia de masas de la disolución resultante.
Se usa también comúnmente en algunas formulaciones para polimerización de emulsiones.

## Información general
Como surfactante no iónico, también puede usarse como detergente. Se le considera un agente 100% activo y biodegradable en forma líquida. Tiene numerosos usos generales como agente humectante, emulsificador o como detergente suave.
Características: alcohol etoxilado. Éter laurílico polioxietileno 23. Es un emulsionante,  estable a medios ácidos y alcalinos y su HLB es 16.9  
Sólido blanco de consistencia cerosa, soluble en etanol, propilenglicol y agua. Peso molecular: 647 
Peligros: Puede causar irritación o anestesia local en los ojos. No se conocen efectos nocivos por contacto con la piel, ni por inhalación. Posiblemente no se absorbe por la piel
- Datos: Q421654
- Multimedia: Triton X-100 / Q421654